# Henderson (Kentucky)
|  | Dieser Artikel wurde aufgrund von inhaltlichen Mängeln auf der Qualitätssicherungsseite des Projektes USA eingetragen. Hilf mit, die Qualität dieses Artikels auf ein akzeptables Niveau zu bringen, und beteilige dich an der Diskussion! Eine nähere Beschreibung der zu behebenden Mängel fehlt. |

Henderson ist eine Stadt mit 27.981 Einwohnern (Stand: Volkszählung 2020) am Ohio River im Henderson County im westlichen Kentucky in den Vereinigten Staaten und gleichzeitig Sitz der County-Verwaltung.

## Geographie
Henderson liegt 16 km südlich der Stadt Evansville, 123 km nordöstlich der Stadt Paducah, 47 km westlich der Stadt Owensboro, 172 km südwestlich der Stadt Louisville und 140 km nordöstlich der Stadt Carbondale.

## Söhne und Töchter der Stadt
- Clarence Adams (* 1974), Boxer
- John J. Becker (1886–1961), Komponist
- John B. Conaway (* 1934), Generalleutnant der United States Air Force
- Blind Teddy Darby (1906–1975), Blues-Gitarrist und -Sänger
- Joey Goebel (* 1980), Autor
- Rosa Henderson (1896–1968), Jazz- und Bluessängerin
- Husband E. Kimmel (1882–1968), Admiral und Oberbefehlshaber der Pazifikflotte
- Beverly E. Powell (1912–2011), Generalleutnant der United States Army
- Lazarus Powell (1812–1867), Politiker und Gouverneur von Kentucky